# Olof Andersson Silfverlood
Olof Andersson Silfverlood, född omkring 1580 (1584 har nämnts som troligt årtal), död 15 april 1676, var en svensk militär och adelsman. Han blev sägenomspunnen, främst under 1800-talet, på grund av sin mycket långa militära karriär i en tid med mycket korta fredsperioder. Han deltog under sin aktiva militära karriär (senast från 1609) i alla svenska krig utom polska kriget 1655–1657. 

## Biografi
Olof Andersson var enligt traditionen son till sockenskomakaren Anders Olofsson i Västra Tunhems socken. Senare forskning har emellertid visat han var son till före detta lagläsaren Anders Jönsson med maka Marit Bryngelsdotter och familjen hade troligen relativt god ekonomi. Han hade också en bror som hette Jöns och som blev fänrik vid Jönköpings regemente 1628.
Olof gick tidigt i krigstjänst, hans egna uppgifter varierar, men troligen var han trosspojke eller liknande redan 1598 hos kavalleriregementet Västgöta ryttare. Detta regemente, 1655 namnändrat till Västgöta kavalleriregemente, tjänstgjorde han vid under hela sin militära karriär, och var vid sin utnämning till överste och regementschef efter 60 års tjänstgöring, den förste som genomgått samtliga grader vid samma regemente.

Olof var inskriven som ryttare med soldatnamn Lood 1604, han deltog senast 1609 i striderna i Ryssland och Polen, där han bland annat var med om intagandet av Novgorod 1611. Han blev korpral 1622, fänrik 1625 och löjtnant 1629. Han deltog i Trettioåriga kriget där han 1631 blev sårad i slaget vid Breitenfeld. År 1632 fanns han med i slagen vid Lech och Alte Veste. Han befordrades till ryttmästare och anförde sitt kompani i slagen vid Lützen 1632, och Oldendorf 1633. 
En tid därefter återvände han 1634 till Sverige, blev regementskvartermästare 1635 och major 1636.
Han adlades Silfverlood den 1 mars 1638 av drottning Kristinas förmyndarregering och blev introducerad 1640 i Riddarhuset som nr. 264, bland annat med motiveringen: ”för det han i en rumman tid och nu trettiofem år i livländska, danska, ryska och tyska krigen låtit sig brukas, vid alla tillfällen sig tappert och manligen förhållit och intet låtit fela att göra sin plikt tillfyllest”.
Drottning Kristina bekräftade adelsbrevet den 28 augusti 1646 efter sin myndighetsförklaring.

I maj 1638 var han åter i Tyskland för att delta i Johan Banérs fälttåg genom Schlesien och Sachsen.
Under Torstenssons krig 1644 var han i Skåne bland annat med om intagandet av Landskrona och Laholm, samt i Hannibalsfejdens strider runt Göteborg 1645.
 Enligt en uppgift befordrades han till överstelöjtnant 1648, enligt en annan var det på julafton 1657.
Han avdelades att ha hand om soldatrekrytering i hemtrakten 1655, men var vid Krabbefejden 1657, trots dryga 70 års ålder, aktivt deltagande i striderna runt Göta älv med sitt förband, bland annat under slaget vid Hjärtum 27 september 1657.
Den 13 april 1658 blev Olof överste och regementschef för Västgöta Kavalleriregemente.
 Den 3 augusti 1660 - över 75 år gammal, entledigades Olof av åldersskäl från aktiv tjänst utan egen ansökan. Han levde sin ålderdom på sätesgårdarna Fristorp, Västra Tunhems socken, och Häggåna i Upphärads församling. Han dog 15 april 1676 på Fristorp, över 90 år gammal.

Olof Silfverlood hade, framförallt som belöning för sina framgångar som militär, fram till 1649 förvärvat 26 gårdar i Västergötland genom donation, förläning, köp och arv.
Han var gift två gånger och fick i första giftet med Ingrid Andersdotter 7 barn. Ingrid dog 16 september 1625. I andra giftet med Sigrid Larsdotter Grotte, född 1624, fick de 4 barn. Sigrid dog 6 januari 1695. Bland hans barn med de två fruarna blev sonen Bengt ryttmästare, och sonen Olof major.
Olof och de två fruarna begravdes i Västra Tunhems kyrka, där gravstenen sedan 1875 är upprest på södra innerväggen.
På motsatta väggen finns Silfverloods vapensköld. Ett samtida porträtt av översten förstördes vid en brand på Karlbergs slott 1886. Däremot finns flera kopior av porträttet, bland annat i Västgöta regementes porträttsamling på Västergötlands museum i Skara.

## Sägner och myter
Olof Silfverlood har gett upphov till ett antal sägner, en del av dessa finns hos folklivsforskaren Arvid August Afzelius som i band 8 av sitt verk Svenska folkets sago-häfder, utgiven 1865, berättar om Olof Anderssons befordran: Gustav II Adolf kallade i denna version fram Olof inför hela hären med ordern "Rid fram korpral!", därefter "Drag ut din sabel kornett!", "Räta dig löjtnant!" och slutligen "Rid bort ryttmästare!".
Afzelius har också med den romantiserade uppteckningen om hustrun som väntar hemma i stugan vid Hunneberg, och inte känner igen sin man som kommer hem från kriget då han är befordrad till ryttmästare.
Enligt folktradition kommer namnet Silfverlood från ett tillfälle när ammunitionen tagit slut, och Olof använde uniformsknapparna som ammunition. Lod är en gammal beteckning på ammunitionstypen rundkula.
Bönderna i trakten gav honom också namnet "Olle Bek", enligt tradition syftande på becktråden i faderns yrke som skomakare. Den kända folkvisan "I låga ryttartorpet" eller "Silfverloodsvisan" diktades av Wilhelm von Braun, som blev löjtnant vid Västgöta-Dals regemente 1839, men tog avsked från krigstjänsten 1846. Han gav redan 1837 ut en diktsamling, som följdes av ytterligare diktsamlingar och poetiska kalendrar. Visan, som bygger på det romantiserade materialet ovan om soldaten som kommer hem och inte blir igenkänd, finns nu i flera något avvikande melodier.

## Galleri
Föremål med anknytning till Olof Andersson Silfverlood i Västra Tunhems kyrka.

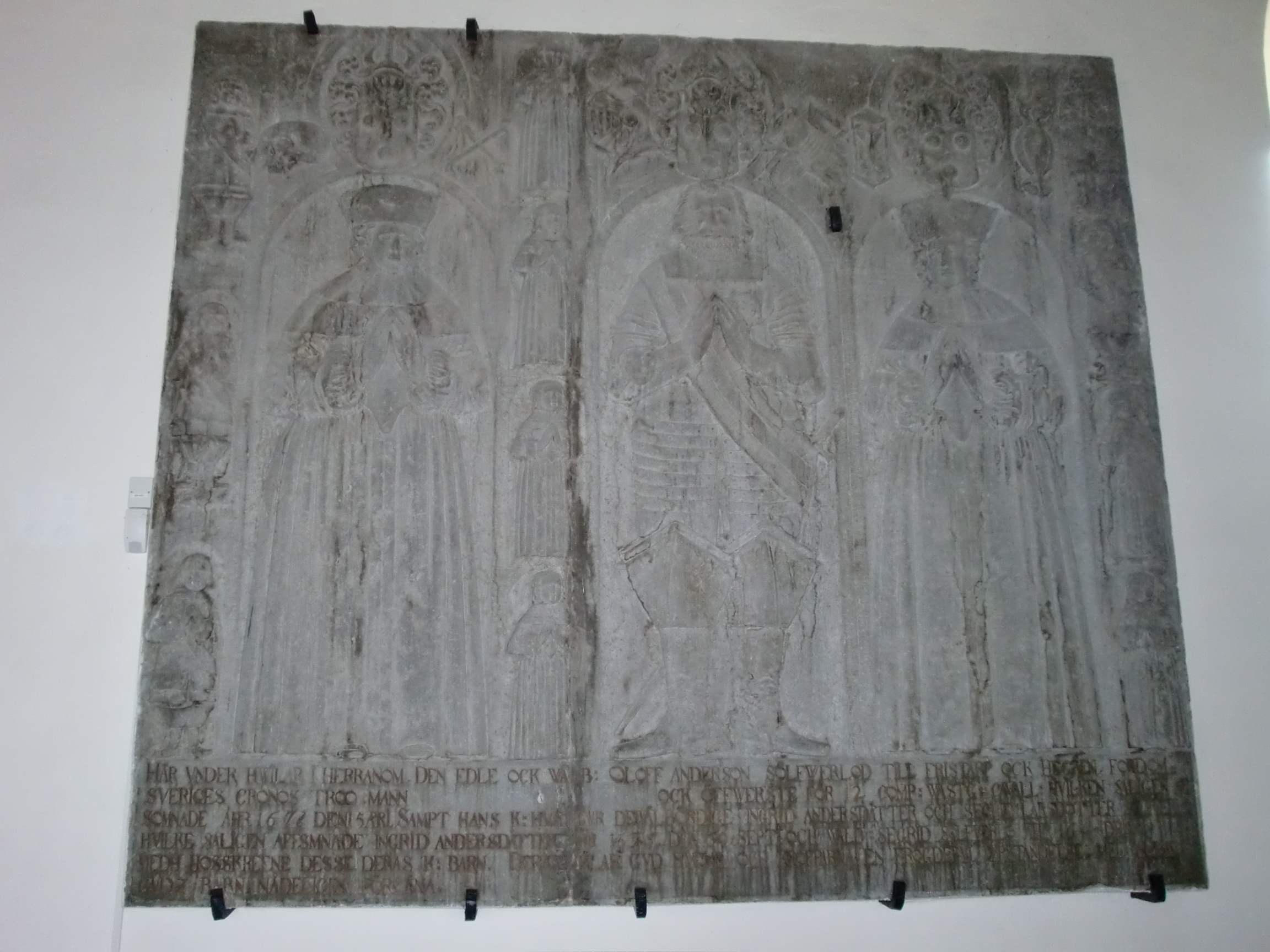
Olof Andersson Silfverlood och hans två fruars gravsten, uppsatt på innerväggen.
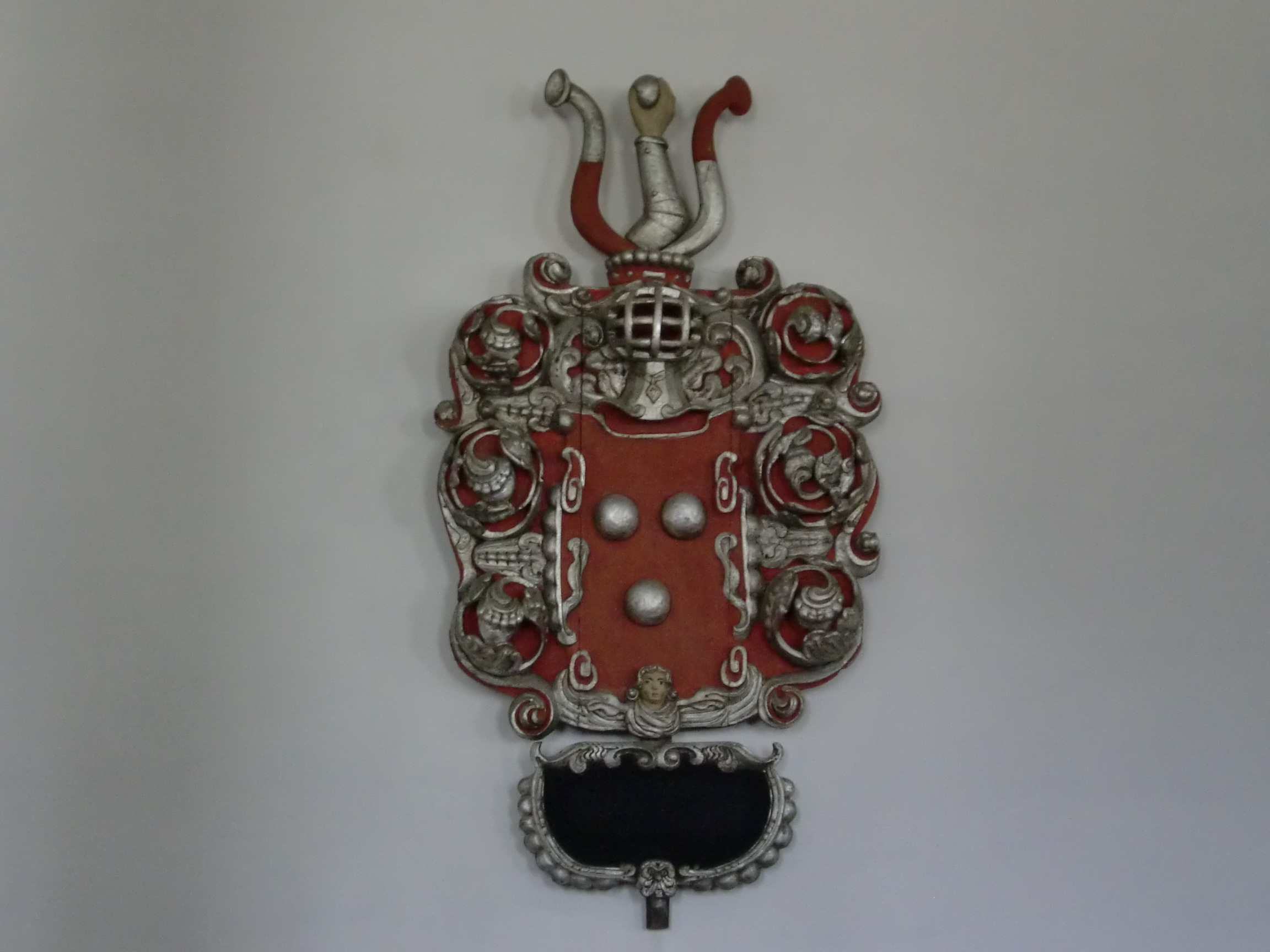
Silfverloods begravningsvapen.

## Historiska romaner om Olof Silfverlood
John Rumenius: I låga ryttartorpet (1972)

Vid höga Hunneberg (1975)

## Övrig litteratur
- Alfredsson, Kenneth: Hunnebergsvisans ryttmästare Silverlood, Ingår i:Fritt militärt forum, Folkförsvaret 0345-02871978(39):1, s. 37-40 LIBRIS-ID:10191624
- Belfrage, Nils: Olof Andersson Silfverlood. Överste för Västgöta Kavalleriregemente 1658-1660 IV:3-4 Västergötlands fornminnesförenings Tidskrift 1930:72
- Lundén,G : Tunhems Gäll (1951)
- Afzelius, Arvid August: Sagan om Olof Silfverlood. Västgötabygden - tidskrift för Västergötlands Hembygdsförbund 1954:4 s. 394
- Rumenius, John: Kortfattad historik över översten vid Västgöta Ryttare Olof Silfverlood (1980)